# Puigdases (Vic)
Puigdases és una masia de Vic (Osona) protegida com a Bé Cultural d'Interès Local.

## Descripció
Es tracta d'una gran masia de planta rectangular, amb el carener perpendicular a la façana i coberta a doble vessant de teula. Consta de planta baixa, pis i golfes. La porta d'entrada és un arc adovellat de mig punt i està al costat dret de la façana. Al primer pis hi ha un balcó a l'extrem esquerre i tres finestres, mentre que a les golfes hi ha una galeria d'arcs de mig punt. Algunes obertures també estan emmarcades amb llindes i brancals de pedra picada.
Té una construcció adossada de planta baixa més pis que té grans obertures.